# Diana Matheson
Diana Beverly Matheson (født 6. april 1984) er en kvindelig canadisk fodboldspiller, der spiller som midtbane for Utah Royals FC i FA Women's Super League og Canadas kvindefodboldlandshold, siden 2003. Hun er en af de mest erfarne og rutinerede spillere på det canadiske landshold, hvor hun bl.a. har været med til at bronze to gange, ved Sommer-OL 2012 i London og Rio de Janeiro i 2016.
Hun har tidligere spillet for norske Team Strømmen, Washington Spirit og Seattle Reign FC i NWSL, indtil hun skiftede til Utah Royals FC, i 2018.
Hun fik landsholdsdebut i Marts 2003, ved Algarve Cup. Hendes første slutrundedebut var ved VM 2007 i Kina, hvor hun i spillede alle Canadas kampe. Hun blev også udtaget til Sommer-OL 2008 i Beijing, hvor Canada røg ud i kvartfinalen til USA.